# Giuseppe Di Stefano
Pour les articles homonymes, voir Di Stefano.
Ne doit pas être confondu avec Giuseppe Di Stefano Napolitani.
Giuseppe Di Stefano, né le 24 juillet 1921 à Motta Sant'Anastasia (commune de la province de Catane dans la région de Sicile) et mort le 3 mars 2008 à Santa Maria Hoè au nord de Milan, est un ténor italien.
Son nom et son talent de ténor à la voix parfaitement placée et à la diction d'une grande clarté sont indissolublement liés à son association artistique et affective avec Maria Callas. Ils ont chanté ensemble pour la première fois en 1951 à l'occasion d'une représentation de La traviata à São Paulo dirigée par Tullio Serafin et ont gravé de nombreux enregistrements devenus historiques par leur valeur documentaire.

## Biographie
Giuseppe Di Stefano est le fils unique d'un ancien carabiniere devenu cordonnier et d'une couturière. Sa famille fait de gros sacrifices pour qu'il puisse suivre des cours de chant au séminaire de la rue Avialdo à Milan où il envisage un temps de devenir prêtre. Il se présente et gagne deux concours de chant l'un à Milan et l'autre à Florence en 1938. Pendant cette période, il chante, également, dans des cafés, des restaurants (Odeon, Milan) et des cinémas (Cristallo, Milan).
Surnommé Pippo par ses amis, il réalise pendant trente-cinq ans une brillante carrière qui se déroule entre les années 1940 et 1975.
En 1940, il a comme professeur le baryton Luigi Montesanto. La guerre vient interrompre ses études. Après la guerre il est en Suisse.  Il revient ensuite à Milan et reprend ses leçons avec Montesanto. Il enregistre des chansons italiennes en avril 1946, sous le nom de Nino Florio. Puis quelques jours plus tard, et avec l'aide de Liduino Bonardi, un directeur réputé, il fait son début professionnel au Théâtre municipal de Reggio d'Émilie le 20 avril 1946 dans le rôle de Des Grieux de la Manon de Jules Massenet.
Il devait bientôt être connu dans l'ensemble de l'Italie et apparaître en 1946 à Venise (Les Pêcheurs de perles), Gênes (Rigoletto), Lugo (L'amico Fritz, Rigoletto, La traviata), Reggio d'Émilie (L'Amico Fritz), Bologne (La sonnambula), Plaisance (Manon), Ravenne (Manon, La Traviata) et Césène (Manon). Il est également apparu au Liceu à Barcelone ouvrant la saison avec Manon en mars, La sonnambula et Rigoletto en décembre et janvier 1947. Il fait également ses débuts à la Scala de Milan avec Manon en 1947. De 1948 à 1951, il obtient d'énormes succès au « Met » (Metropolitan Opera) de New York avec le rôle du Duca di Mantova (Rigoletto). L'Opéra de Vienne, Covent Garden, Paris, Chicago, San Francisco, Mexico, Buenos Aires, Rio de Janeiro et Johannesbourg se l'arrachent. Il participe au Festival de Vérone (1950) dans Les Pêcheurs de perles de Bizet.
Sa carrière triomphale commence en septembre 1951 par une rencontre spectaculaire avec Maria Callas et Tito Gobbi. Une autre soirée spectaculaire a lieu en mai de l'année suivante au Palacio de Bellas Artes à Mexico, quand Di Stefano chante encore avec Callas dans I puritani. À Noël 1952, ils sont ensemble à Milan pour La Gioconda à La Scala. Un grand moment dans sa carrière est venu avec Lucia di Lammermoor dirigée par Herbert von Karajan à La Scala en janvier 1954. Lucia est jouée par Maria Callas. Ses débuts sur le sol britannique remontent à 1957 où il chante, au Festival international d'Édimbourg, le rôle de Nemorino de l'Elisir d'amore de Donizetti. Quatre ans plus tard, il est Cavaradossi (Tosca, Puccini) à Covent Garden et au Royal Opera House de Londres.
Durant des années, sa carrière sera liée à celle de Maria Callas dont il est le partenaire principal et avec qui il enregistre un très grand nombre de disques. Berlin-Ouest l'engage pour chanter Le Pays du sourire qui remporte un réel succès et l'ouvrage sera représenté dans toute l'Amérique du Nord. Il retrouve Maria Callas (à laquelle il était à l'époque très lié affectivement) pour mettre en scène Les Vêpres siciliennes lors de la réouverture du Théâtre Régio de Turin puis pour effectuer une tournée de concerts qu'ils interrompent brusquement en 1974. En juin 1992, il a chanté le rôle de l'empereur dans Turandot dans les thermes de Caracalla à Rome.
Il subit une grave agression au Kenya fin 2004 dans sa villa familiale de Diani sur le littoral kényan de l'océan Indien. Grièvement blessé à la tête, hospitalisé à Mombasa, il est évacué vers Milan, mais ne se remet pas de ses blessures et reste totalement invalide.
Tombé en décembre 2007 dans le coma, il meurt dans sa résidence de Santa Maria Hoè, au nord de Milan, le 3 mars 2008, à 86 ans.

## Style
Di Stefano est apprécié en particulier pour le timbre unique et la pureté de sa voix, son interprétation captivante, son excellente diction et, surtout, sa grande présence scénique. Pendant plus de vingt ans il a foulé les scènes les plus prestigieuses. Généreux et instinctif, il a embrassé un vaste répertoire, du lyrique pur des premières années comme le Des Grieux de la Manon de Jules Massenet ou Arturo des Puritains de Vincenzo Bellini, jusqu'aux rôles du lyrico spinto ou dramatique (Cavaradossi dans Tosca de Puccini, Don Alvaro La forza del destino de Verdi, Calaf dans la Turandot puccinienne ou Chenier dans Andrea Chénier d'Umberto Giordano. À ses débuts au « Met », il attaquait le contre-ut du Faust forte pour le laisser s'éteindre dans un pianissimo. Sir Rudolf Bing, disait que c'était le plus beau son qu'il ait jamais entendu sortir d'une gorge humaine durant toute sa carrière de directeur général du Metropolitan Opera. Mais sa voix naturelle de ténor verdien demi-caractère s'assombrit. Les plus grands rôles qu'il a tenus n'étaient pas réellement adaptés à un ténor lyrique et, dès le milieu des années 1960, il avait déjà embrassé la totalité de sa carrière opératique qui lui avait valu un Orfeo d'oro. Luciano Pavarotti avait pris modèle sur Di Stefano, un fait qui a pu être rappelé après la mort de Pavarotti en septembre 2007. Luciano Pavarotti racontait : « Giuseppe Di Stefano est mon idole. Je l'aime encore plus que Beniamino Gigli. Et cela m'a valu l'unique gifle de mon père qui lui préfère Gigli ».
Enfin, il est notoire que le ténor catalan José Carreras lui voua une admiration sans bornes et le prit pour modèle jusque dans ses pires erreurs. On peut d'ailleurs noter les similitudes du maître et du disciple tout au long de leurs respectifs enregistrements, scéniques et discographiques. La différence tient dans l'expression de la passion. Sensuelle et généreuse pour l'Italien, ardente et solaire pour l'Espagnol. José Carreras invitera régulièrement son idole à se produire à ses côtés à l'occasion des nombreux galas en faveur de l'Afrique ou de la lutte contre la leucémie.
Giuseppe Di Stefano fut un ténor lyrique à la passion et au charme typiquement siciliens, inoubliable pour ses remarquables Cavallerie Rusticane (Pietro Mascagni) et surtout son émouvant Pagliacci (Ruggero Leoncavallo).

## Répertoire
| - Giuseppe Verdi - Aida (Radamés) - La traviata (Alfredo) - Il trovatore (Manrico) - Luisa Miller (Rodolfo) - Rigoletto (Duca di Mantova) - Un ballo in maschera (Riccardo) - La forza del destino (Don Alvaro) - Don Carlos (Don Carlos) - Giacomo Puccini - Manon Lescaut (Des Grieux) - Tosca (Cavaradossi) - Turandot (Calaf) - La Bohème (Rodolfo) - Madame Butterfly (Pinkerton) - La fanciulla del West (Dick Johnson) | - Vincenzo Bellini - I puritani (Arturo) - Gaetano Donizetti - Lucia di Lammermoor (Edgardo) - La Favorite (Fernando) - L'elisir d'amore (Nemorino) - Gioachino Rossini - Le Barbier de Séville (comte d'Almaviva) - Pietro Mascagni - Cavalleria rusticana (Turiddu) - L'amico Fritz (Fritz Kobus) - Iris (Osaka) | - Ruggero Leoncavallo - Pagliacci (Canio) - Georges Bizet - Carmen (Don José) - Les Pêcheurs de perles (Nadir) - Jules Massenet - Manon (Des Grieux) - Werther (Werther) - Arrigo Boito - Mefistofele (Faust) - Umberto Giordano - Andrea Chénier (Chénier) |

## Discographie
Il a à son actif une importante discographie, dirigée par les principaux chefs de l'époque, de Victor De Sabata, Tullio Serafin, Antonino Votto, jusqu'à Herbert von Karajan. Ses interprétations les plus appréciées sont celles du direct. Il faut citer l'enregistrement célèbre de Tosca sous la direction de Victor de Sabata, cette fois avec Callas et Tito Gobbi, complétés par l'enregistrement renommé du Requiem de Verdi en août 1953 (repris en juin 1954 à Vérone avec comme solistes : Di Stefano, Schwarzkopf, Dominguez et Siepi). À partir des années soixante, il a tenu des séminaires et donné des classes de maître notamment en 1975 à Spolète pour les vainqueurs du concours national A. Belli où il a enregistré un air de La Bohème de Puccini.

### Enregistrements avec Maria Callas
En dépit de la brièveté de sa carrière, Di Stefano a chanté les rôles de premier ténor dans plusieurs des plus fameux enregistrements de Maria Callas (tous pour la firme EMI) :
- Lucia di Lammermoor - 1953
- I puritani - 1953
- Cavalleria rusticana - 1953
- Tosca - 1953
- Pagliacci - 1954
- Rigoletto - 1955
- La Traviata - 1955 (live-Milan)
- Il trovatore - 1956
- La Bohème - 1956
- Un ballo in maschera - 1956
- Manon Lescaut - 1957

### Autres enregistrements
En plus de ses enregistrements avec Callas, il a aussi gravé pour EMI Madama Butterfly (avec Victoria de los Ángeles et Tito Gobbi, 1954) et La traviata (avec Antonietta Stella et Tito Gobbi, 1955).
Pour Decca il a enregistré L'elisir d'amore avec Hilde Güden et Fernando Corena (1955), La Gioconda (avec Zinka Milanov et Leonard Warren, 1957), La forza del destino (avec Milanov et Warren, 1958) et des extraits de Mefistofele de Boito avec Renata Tebaldi et Cesare Siepi dirigés par Tullio Serafin (1958) et une seconde Tosca (avec Leontyne Price et Giuseppe Taddei, dirigée par Karajan, 1962).
Pour Ricordi, il a réalisé un enregistrement stéréophonique de Lucia di Lammermoor avec Renata Scotto, Ettore Bastianini et Ivo Vinco et avec les chœurs et l'orchestre de la Scala de Milan dirigés par Nino Sanzogno en 1959.
En 1995, VAI édite l'enregistrement d'une version de La Bohème, chantée en 1959 à La Nouvelle-Orléans, avec Licia Albanese, Audrey Schuh (en), Giuseppe Valdengo et Norman Treigle.
En 1963 le ténor enregistre des extraits de la Manon de Massenet avec Anna Moffo, dirigée par René Leibowitz pour RCA.
Entre 1949 et 1951 Di Stefano grave des extraits de La Bohème en compagnie de Licia Albanese, Patrice Munsel et Leonard Warren dirigée par Renato Cellini pour RCA et repris par Naxos
Le 27 janvier 1951, pour souligner le 50e anniversaire de la mort du compositeur, Di Stefano chante dans une représentation du Requiem de Verdi au Carnegie Hall, dirigée par Arturo Toscanini, les autres solistes étant Herva Nelli, Fedora Barbieri et Cesare Siepi captée pour RCA.

### Sources
- Dictionnaire des interprètes, sous la direction d'Alain Pâris, Robert Laffont, collection Bouquins (1995)  (ISBN 2-221-08064-5).

- (it) Cet article est partiellement ou en totalité issu de l’article de Wikipédia en italien intitulé « Giuseppe Di Stefano » (voir la liste des auteurs).

- (en) Cet article est partiellement ou en totalité issu de l’article de Wikipédia en anglais intitulé « Giuseppe Di Stefano » (voir la liste des auteurs).

- Richard Martet, Les grands chanteurs du XXe siècle, Paris, Buchet-Chastel, novembre 2012, 379 p.  (ISBN 978-2-283-02539-0), p. 120-126.